# William Cooper (conchyliologiste)
Pour les articles homonymes, voir William Cooper et Cooper.
William Cooper (1798-avril 1864) est un collectionneur et conchyliologiste américain.

## Biographie
Cooper étudie la zoologie en Europe de 1821 à 1824 puis voyage en Nouvelle-Écosse, dans le Kentucky et aux Bahamas pour y collecter des spécimens, notamment à l'aide de drague afin de récolter des coquillages. Bien qu'il ne décrive pas lui-même ses spécimens, ils sont utilisés par d'autres naturalistes comme John James Audubon (1785-1851), Charles-Lucien Bonaparte (1803-1857) et Thomas Nuttall (1786-1859).
Il est l'un des fondateurs du New York Lyceum of Natural History (qui deviendra plus tard la New York Academy of Sciences) et le premier citoyen américain à devenir membre de la Zoological Society of London. De santé fragile, il se retire dans sa propriété du New Jersey. Il fait néanmoins encore des voyages à travers le Kentucky, en Nouvelle-Écosse et aux Bahamas. Il entreprend en 1853, une étude systématique des coquillages des États-Unis, certains de ses articles paraissent dans les Pacific Railroad Reports.
Il est le père du fameux médecin et naturaliste James Graham Cooper (1830-1902).

## Source
- Edward S. Gruson (1972). Words for Birds. A Lexicon of North American Birds with Biographical Notes. Quadrangle Books (New York) : xiv + 305 p.